# Olulodes
Olulodes is een geslacht van vlinders van de familie spinneruilen (Erebidae), uit de onderfamilie Calpinae.

## Soorten
- O. cautiperas Hampson, 1912
- O. conscripta Lucas, 1894
- O. haemacta Turner, 1908
- O. pulchra Bethune-Baker, 1908